# Karl Clemens Lilia von Westegg
Karl Clemens Lilia von Westegg (Vienna, 20 giugno 1804 – Vienna, 12 luglio 1881) è stato un generale austriaco.

## Biografia
Karl Clemens era figlio di Joseph Lilia, ufficiale medico del 1º reggimento ulani, e di sua moglie Antonia Schmidinger. Dopo la morte della prima moglie, il padre di Karl si risposò con Katharina Schöffl a Saaz (Boemia) nel 1819.
Entrato giovanissimo nell'esercito austriaco, ebbe una carriera in crescita nel corso della prima guerra d'indipendenza italiana tra il 1848 ed il 1849, a seguito della quale, il 4 giugno 1850, venne promosso al grado di generale maggiore. Il 25 luglio 1857 venne promosso feldmaresciallo luogotenente ed assegnato al comando della 2ª divisione di fanteria, del 7º corpo d'armata austriaco con la quale combatté due anni dopo alla battaglia di Palestro prima ed a quella di Magenta e Solferino e San Martino poi.
Durante la guerra austro-prussiana, venne nominato comandante della fortezza ungherese di Komárno.
Il 9 maggio 1866, venne messo a riposo e morì a Vienna nel 1881.

## Matrimonio
Karl Clamens Lilia von Westegg sposò a Mödling nel 1861 la nobildonna milanese Luisa Monti.